# Matelândia
Matelândia là một đô thị thuộc bang Paraná, Brasil. Đô thị này có diện tích 639,746 km², dân số năm 2007 là 16056 người, mật độ 23,3 người/km².